# 金剛經
《金剛般若波羅蜜經》（梵語： Vajracchedikā Prajñāpāramitā Sūtra），又譯作《能斷金剛般若波羅蜜多經》，簡稱《金剛經》，為大乘佛教般若部中之經典。
本經由須菩提請問佛陀如何安住菩提心、如何降伏妄心，佛陀由此闡述一切法自性空的道理，回答「菩薩應離一切相（梵語作sarva-saṃjñā，一切想，即：我、人、眾生、壽者之想），發阿耨多羅三藐三菩提心，不應住色生心，不應住聲、香、味、觸、法生心，應生無所住心。」，指出一切事物自性皆空，虛幻不實，若要成就無上智覺，則不應住六塵而生心，要破除「我執」及「法執」，掃除一切法相（梵語作dharmasaṃjñā，法想），心無所住，才能解脫，成就佛道。
南北朝的開善智藏大師持誦金剛經多有靈驗感應，唐朝以後的僧人，將本經視為闡揚佛性密意的經典，更因禪宗自六祖惠能聽聞此經而開悟以來，各祖師的提倡，地位甚高，唐玄宗敕定《孝經》、《道德經》、《金剛經》為三教中最重要的經典，親自為此三經作註。宋代公家以《金剛經》測驗僧侶。明成祖因國師臨濟宗的姚道衍之請，集僧俗二界善知識作《金剛經集注》，並親筆作序。（應為文膽所撰，成祖親筆抄錄）
《金剛經》为禪宗大力弘揚，加上士大夫大多尊崇此經，認為讀通之後可以放下執著並成就佛果，民間則認為本經典有不可思議感應，單純誦經時也能感召金剛不動佛、金剛藏王菩薩、四金剛菩薩（金剛眷、金剛索、金剛愛、金剛語）、八大金剛來護法。明朝末年的祕密宗教大力推崇《金剛經》，將「空」等同於「道」，視之為能源出萬物的「真空家鄉」。

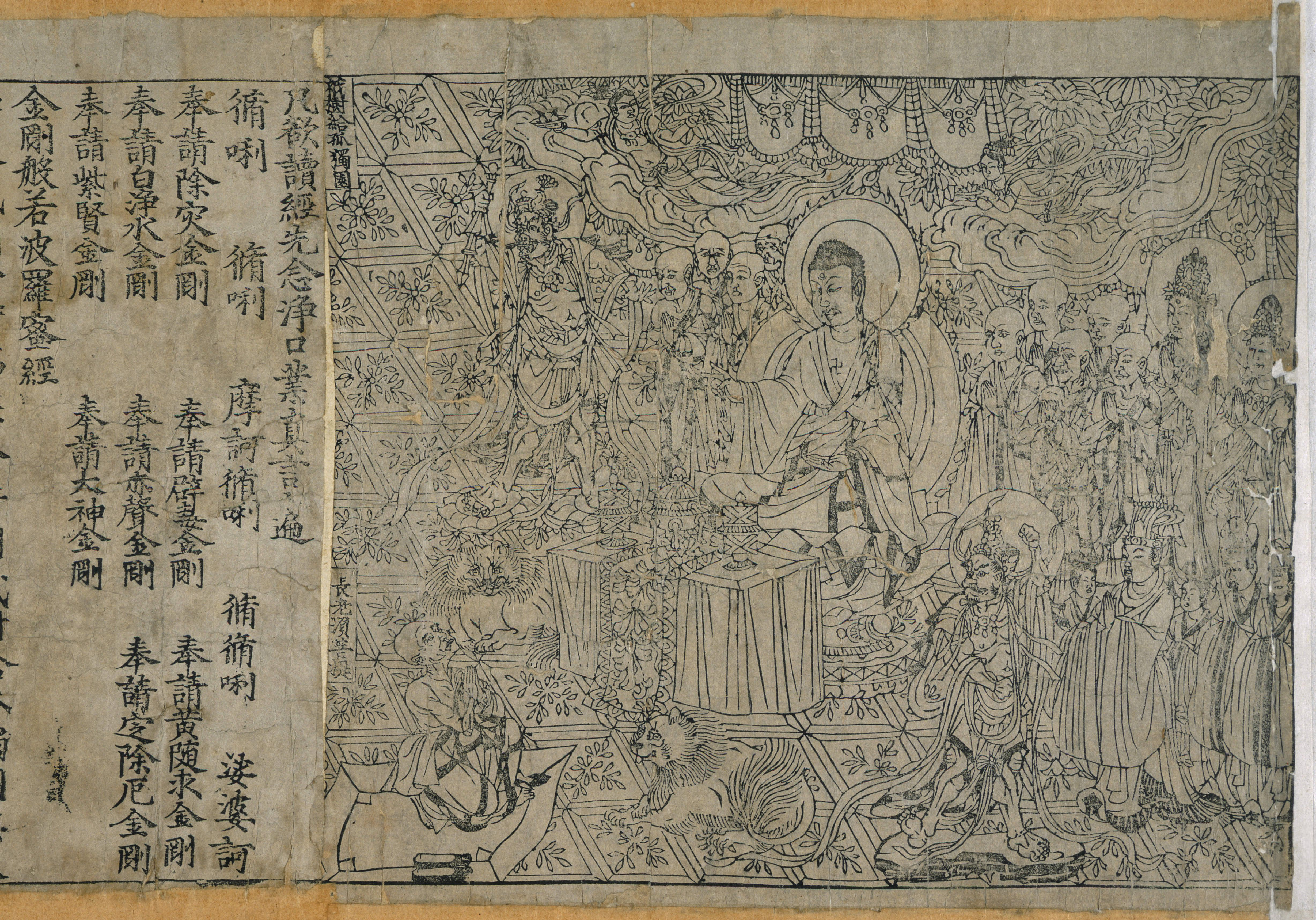
敦煌出土的唐代《金剛經》（868年），现存的早期印刷品之一，藏于大英图书馆

20世纪初出土于敦煌的《金刚经》，为唐朝咸通年間（868年）印刷，是世界現存的早期印刷品之一，藏于大英图书馆。

## 梵文版
《金剛經》有四種梵文版，其中以馬克斯·繆勒版本最完整：
1. 馬克斯·繆勒1881年於英國牛津大學校對刊印本。
2. 中亞版本，斯坦因1900年於中亞發現，由帕及多（英语：F. E. Pargiter）於1916年校勘轉寫。
3. 吉尔吉特版本，1931年於巴基斯坦吉爾吉特發現。
4. Schoyen Collection版本，該本可能來自於玄奘所著大唐西域記中提到的梵衍那國的說出世部寺院[7][8]，與吉爾吉特版本十分接近[9]。

## 汉譯本
在中國佛教史上，《金剛經》有六種汉譯，其中被《大正新修大藏經》收录的版本分別为：
| 朝代 | 譯者     | 名称                                | 大正藏·般若部中位置 | 备注                      |
| ---- | -------- | ----------------------------------- | ------------------- | ------------------------- |
| 姚秦 | 鳩摩羅什 | 《金刚般若波罗蜜经》                | 第八部·第二三五卷   | 流传最广                  |
| 元魏 | 菩提流支 | 《金刚般若波罗蜜经》                | 第八部·第二三六卷   | 大正藏中有两译本236a/236b |
| 陈   | 真谛     | 《金刚般若波罗蜜经》                | 第八部·第二三七卷   |                           |
| 隋   | 达磨笈多 | 《金刚能断般若波罗蜜经》            | 第八部·第二三八卷   |                           |
| 唐   | 玄奘     | 《大般若波罗蜜经·第九会能断金刚分》 | 第七部·第二二零卷   |                           |
| 唐   | 义净     | 《能断金刚般若波罗蜜多经》          | 第八部·第二三九卷   |                           |

六譯中流傳最廣者為鳩摩羅什法師譯本，與出土梵文本最能對應者為達磨笈多法師譯本與玄奘法師譯本；達磨笈多譯本與梵文馬克斯·繆勒版本幾乎是完全對應。黃念祖評價玄奘譯文為「準確完備，力保原面，雖篇幅稍增，而原語具存，辭義詳明，可免誤解杜撰之弊」。
1996年，許洋主出版新編、譯、註梵文《金剛經》五冊。
在藏传佛教的甘珠尔中，金刚经有一种译本，名称是《圣般若波罗蜜多金刚能断大乘经》，别称《三百颂般若》。西藏传统对般若经的分类有“六部母般若，十一部子般若”的说法，金刚经属于子般若中的一种。

## 经题解释
這部經的原題目是玄奘大師所翻譯的《能斷金剛般若波羅蜜經》，「金剛」有兩種意義：
1. 閃電：具有極大的快速而又猛烈的威力；
2. 鑽石：世界上最堅硬、最珍貴、最受人青睞的寶貝。

「金剛能斷」有兩種解釋：
1. 金剛喻作智慧。鳩摩羅什下的註解為：（如）金剛（的般若）能斷（煩惱）。金剛（即鑽石）用以比喻「般若」，即指般若如金剛，能破壞一切戲論妄執。
2. 金剛喻作煩惱。玄奘等註解為：（般若）能斷（如）金剛（的煩惱）。金剛用以比喻「煩惱」，即煩惱難以破壞。

金剛者為不可壞，非生滅法，非有為法，本就如此，法爾如是。
由於人們認虛為實、認假為真，所以頑固地執著自我和外部客觀世界是真實的，由此造作無量無邊的身業、口業、意業，並且受這三種業力的牽引、拖累，以致長劫地生死輪迴，經受不可言狀的種種痛苦，始終無法獲得自由和解脫。在佛教释义中，金剛般若波羅蜜多，靠著無上智慧的指引，就能夠超越欲界、色界、無色界，最終到達涅槃寂靜的彼岸，這就是本經題的深刻涵義。

## 本經主旨
本經的主旨為「諸菩薩摩訶薩應如是生清淨心：不應住色生心，不應住聲、香、味、觸、法生心，應無所住而生其心」。
- 印順導師闡述為：「如佛為須菩提說如此發心，直至究竟菩提，徹始徹終的歸宗於離相無住。……般若無所住，無所住而生其心；不取諸相，即生實相，即名為佛。須知般若無住的現覺，即離相菩提的分證。」
- 聖嚴法師闡述為：「心有所住，即離無上菩提之心；心能降伏，即是發無上菩提之心。」也就是達到「心無所住」的境界。
- 江味農居士認為《金剛經》的宗旨，可以說是：「信心清淨，即生實相。」

「應無所住，而生其心」的原語為：na kvacit-pratiṣṭhitaṃ cittam utpādayitavyam，直譯為：應生起「不住於任何一處之心」。

## 经文解析

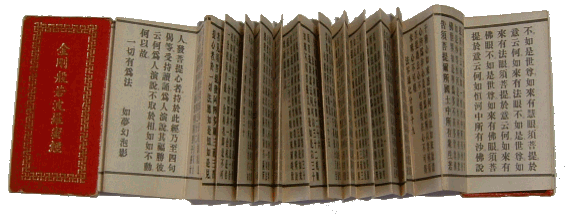
鸠摩罗什译版《金剛般若波羅蜜經》经文

### 本經組織
1. 昭明太子: 通行本採用了傳說是梁昭明太子為《金剛經》所分的三十二分（章），每分加以四字標題。唯最早提及昭明太子作三十二科分者，見於明宗泐、如玘所注《金剛般若波羅蜜經注解》：「此經乃姚秦三藏法師鳩摩羅什所譯，分三十二分者，相傳為梁昭明太子所立，元譯本無，又與本論科節不同，破碎經意，今不取焉。」（《大正藏》第33冊, No 1703, P228）故相信假托昭明太子的三十二分法, 出現於元末明初。
2. 印順長老：採用《大智度論》裡的五種菩提心來分判全經，這五種是：發心菩提、伏心菩提、明心菩提、出到菩提、無上菩提。
3. 兩周說: 同樣的問題, 須菩提在《金剛經》中問了兩次, 一次在第二分、一次在第十七分, 故首十六分可稱為前周, 次十六分可稱為後周, 是為「兩周說」。
  1. 天台智者大師、嘉祥大師：前後兩部為重說重言，也就是前半部已經說過的話，後半部又重新演說了一次。
  2. 僧肇：前周說眾生空, 後周說身空、法空，也就是人無我、法無我，闡釋證人無我進入涅槃，脫離生死成阿羅漢；證法無我即登大乘菩薩初地以上，雖入涅槃，但不出生死，在生死中自由自在度化眾生，這就是法無我。
  3. 江味農: 根據江氏校勘的結果, 須菩提第一次發問用的語句是「應云何住」, 第二次發問用的是「云何應住」(例如見敦煌遺書斯57、58號。沈家楨居士撰有〈"云何應住"和"應云何住"一文〉）。前周為將發大心修行者說, 後周為已發大心修行者說；前周破粗執, 後周破細執；前周離相， 後周離念；前周說"二邊不著"，後周說不著"二邊不著"；前周一切皆非，後周一切皆是等。

### 本經缘起
一切的煩惱和痛苦皆由心生。“解空第一”的佛之大弟子須菩提尊者向佛祖請教問題，如何调整与掌控这颗心呢？

### 修行漸次
凡夫眾生與修行者最大的差別，在於眾生執著四相（所謂四相，指阿特曼相（我相，ātman）、補特伽羅相（人相，pudgala）、薩埵相（眾生相，sattva）、至婆相（壽者相，jīva）而輪迴不斷；而大乘行者則能於佛法修行中證悟金剛智慧漸漸捨離於四相之執著，直至圓成无上正等正觉。

### 摒離四相
佛祖對弟子須菩提的開示就是：菩薩、大菩薩們要想獲得身心安寧，首先要修福、度無量無邊眾生，雖然救度了無量無邊的眾生，而心中不能存留「我度了眾生」的念頭。也就是說，菩薩要去除四相，如果没有去除四相，就不是真正的菩萨。
首先必須行三大佈施：財佈施（施予錢財）、法佈施（施予能轉化執著的出世間佛法，或能解決問題的入世間理論或準則）、無畏佈施（施予能使人安心安定的各種作為），去除貪愛執著，進而遠離贪嗔痴等“三毒”，認清自我肉身與意念為空虛幻有，没有值得执着的地方。
- 離我相：修行離我相時，必須利用佛法，循序漸進離我相，但卻會執著於用來離我相的佛法，通稱為法執，也就是執有人相與眾生相境界。佛法本質也是空虛幻有。

- 離人相、眾生相：修行離人相、眾生相時，必須以“空虛幻有”，如同上面所提到的，來對峙相對性的執著與觀念。因此即便已經離人相、眾生相，但會執著於用來離人相、眾生相的“空虛幻有”的念頭，落於前無始無明與後無始無明的一切因緣變化之中，永無止盡，也就是執有壽者相境界[24]。

- 離壽者相：要離壽者相，必須證悟與破除所有一切相對性的因緣假合，也就是無始無明，甚至包括不執“我已破除空執”的念頭，也可稱為明心見性[24]。

具體分析，菩薩救度眾生，首要教導眾生修行“六度波羅蜜”：布施、持戒、忍辱、精進、禪定（或止观）、般若。首先是布施，不管是財布施、法布施還是無畏布施，都不要著布施的相，既沒有行布施的我，也沒有受布施的人，更沒有所布施的物，三體皆空，那樣布施的福德才會像虛空一樣遼闊無垠。

### 无相修行
佛陀提到了自己前世修行作為忍辱仙人，修持忍辱波羅蜜時，被歌利王割截身體的故事。忍辱仙人被節節支解，亦即千刀萬剮而能忍辱成功，關鍵是做到了無我相、無人相、無眾生相、無壽者相。要破除四相及一切相，就要明瞭一切法相的本質是空無所有。佛說：“須菩提，忍辱波羅蜜，如來說非忍辱波羅蜜，是名忍辱波羅蜜”。再如代表智慧的般若波羅蜜（第一波羅蜜），“須菩提，如來說第一波羅蜜，即非第一波羅蜜，是名第一波羅蜜。”以此類推，諸如持戒、精進、禪定，皆是名相，只有做到無我相、無人相、無眾生相、無壽者相，才能真正地持戒、精進、禪定。

### 诸相非相
人們生活在現實世界中，须衣食住行交往，要扮演好自己的角色，意識心分清他人、自己、外界、內心，然而意識心從來不離“我相、人相、眾生相、壽者相”。若无“我相、人相、眾生相、壽者相”，那是何等的心？已證悟「大乘實相金剛心」的須菩提明白，那眼前說法的佛祖所說的如來是自心如來，也就是金剛心如來藏。佛祖明白須菩提的所證，因此明確地告訴他及聽法的大眾：“凡所有相，皆是虛妄”，即人們見到的一切都是虛假的幻相，當然肉眼看到的如來也不是真正的如來，以慧眼來見如來，才是真見如來。要知道如來並無實質之形象，肉眼當然不能得見，只有真正證悟到“诸相非相”的金剛心，才能得窺見如来之真實面貌：“若見諸相非相，即見如來，不可以身相得见如来。”

### 正信希有
須菩提擔心未來的眾生不會相信這種深法，佛祖回应道：“須菩提，你不要這麼說，就是佛滅後「五百年」到「五個五百年後」還會有人相信這種法。這些人自然不是寻常人，也不是親近過幾位佛的人，而是在無量佛前種了善根的人，他們已經證悟了實相的離“我相、人相、眾生相、壽者相”。就是信受此經所說離四相的真實法的人，以此金剛心為實相，他們所種的善根已經非常深厚了。

### 非法無得
不但要破除四相，不執著於俗人眼中的「佛」，還要不執著佛所說的「法」，以及佛所證到的「法」。佛問須菩提，“我所说的‘阿耨多羅三藐三菩提’是佛所证的‘法’么？”須菩提明白佛的用意，所以按照佛的說法進行了說明：“如我解佛所說義，無有定法名阿耨多羅三藐三菩提，亦無有定法如來可說。何以故？如來所說法，皆不可取，不可說，非法，非非法。”佛進一步詢問：“須菩提啊，你告诉我，如來当年在燃燈佛那里，是否證到了‘法’？”須菩提斬釘截鐵地回答：“不，世尊，您当年在燃燈佛处，就‘法’而言，实际并无所得。”

### 持誦功德

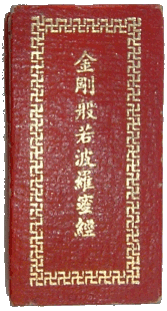
《金刚经》经本

佛祖說：“須菩提，如恒河中所有的沙粒，每一粒變成一條恒河，這麼多條恒河的沙粒多不多呢？”須菩提答道：“光一條恒河的沙粒變成的恒河就無數可計了，何況這麼多條恒河的沙粒呢！”這時佛告訴須菩提：“這麼多恒河的沙粒，每一粒再變成三千大千世界，假如有善男子、善女人用珍貴的七種寶貝裝滿這麼多三千大千世界，然後用這些珍寶去作布施，那他（她）得的福德多不多呢？”毋庸置疑，多得無法形容了。佛進一步講：“若善男子、善女人，即使能夠理解、接受本經中的四句偈詩、實行四句偈，然後給別人解釋，那麼他（她）得到的福德，比布施那麼多三千大千世界珍寶的人得到的福德還要多。”
爲了強調此經的重要，佛陀又作了如下比喻：“假如有人早晨用恒河沙那麼多的身體和生命來進行布施，上午也用恒河沙那麼多的身體和生命來進行布施，下午還用恒河沙那麼多的身體和生命來進行布施，像這樣布施無量百千萬億劫的時間，那麼這個人所得的福德真是不可思議、難以言表了。可是假如另一個人聽了這部經，完全信任，沒有懷疑，那麼他得到的福德，比前面無量億劫每天布施三恒河沙那麼多身體和生命的人所得的福德還要多，如果他再去書寫、受持、讀誦、為人解說，那他的福德就更加殊勝無比了。”

### 樂極涕泣
須菩提終於徹底理解了佛所講的甚深涵義，這種契入經藏所帶來的喜樂使這位長者由於深解義趣，以致在釋迦牟尼佛及一千二百五十位大比丘前忍不住涕淚悲泣起來，這是因為對解空第一的須菩提長者來說，係深刻地明白了佛所說的甚深妙義而感到由衷的喜悦。

### 終極真理
佛在《金剛般若波羅蜜經》中，揭示了宇宙間至高無上的究竟真理，佛告訴須菩提尊者，盡虛空、遍法界的一切佛，以及他們取得的無上正等正覺，都是由這部經所明示、暗指所述的真實心如來藏所成，也因如此才說眾生與佛無二。

## 偈頌
按现代的逻辑和修辞标准衡量，古代佛经的叙述方式是不严密，用了大量古代隐喻，有很大的模糊性多意性， 还有很多梵文音译词汇，这使得对佛经哲理解释有一定的挑战性。 专家们的各种哲理解释往往也有不同之处。 将引用较多的偈頌列举和哲理上解释如下：
- “若菩萨有我相、人相、众生相、寿者相，皆非菩萨。”

解释：如果菩薩執迷於我相等四相，就不能稱作菩薩。
- “若以色見我，以音聲求我，是人行邪道，不能見如來。[29][30][44][45]”

解释：如果透過色相、聲音來想要寻求見我（釋迦牟尼佛），這個人行的是旁門左道，不能理解真正的如來（真正的如來不是佛像或佛咒，是佛性）。 
- 「凡所有相，皆是虛妄。若見諸相非相，則見如來。[31][46]」

解释：凡是所有的相，都是暫時存在的虛妄之相、但凡夫卻感覺真實，如果看清處各種相都不是永遠存在的真實之相，那才是真正明白「如來境界」的義理。
- “如筏喻者；法尚應捨，何況非法？”

解释：佛法就像搭竹筏過河一樣（過了河就應該離開竹筏了，利用佛法覺悟之後就該放下佛法了），更何況不是佛法的那些說法。
- “一切有為法，如夢幻泡影，如露亦如電，應作如是觀。[38][47][48][49][50][51]”

解释：凡是有為法，都像夢、泡沫、影子一樣，又像朝露、閃電，應該這樣想。

## 逻辑分析
鸠摩罗什所譯的《金刚般若波罗蜜经》译本中有大量的类似于“如来说〇〇，即非〇〇，是名〇〇”的文字，如“如来说世界，非世界，是名世界”等等。
这些文字是《金刚经》的一个重要立论：即所有的東西，都只是語言文字的名相施設而已，有它背後要傳達的真相，而真相不離兩邊也不即兩邊。这种立论被称为《金刚经》的三段论，以阐述大乘佛教的空性不二哲理。
史丹佛大學宗教學教授Paul Harrison的新譯本指出，這類梵文複合詞可以翻譯成兩種意義，除了傳統翻譯：「莊嚴佛土者，即非莊嚴，是名莊嚴。」，另一種譯法是：「『莊嚴佛土』中沒有『佛土』，所以成為『莊嚴佛土』」；其意義是『佛土』不能離開其各種顯現方式（如『莊嚴佛土』）而存在。

## 釋論注疏
印度的瑜伽行唯識學派論師無著、世親，以及中觀學派論師功德施、蓮花戒造有《金剛經》釋論。菩提留支又傳出世親弟子金剛仙所造的《金剛仙論》解釋世親之論，不過金剛仙的身份受玄奘慈恩一系的人质疑，不為其取用。
從東晉到民初，各家對金剛經撰述不絕，主要有吉藏、慧淨、智儼、窺基、宗密、柏庭、宗泐、如玘、德清、智旭等人。另外，近人太虚、慈舟、印顺、圆瑛、江味農、丁福保等，皆著有金剛經的注疏或講記。
| 名稱                             | 造論者                  | 譯者     | 備註                                                          |
| -------------------------------- | ----------------------- | -------- | ------------------------------------------------------------- |
| 金剛般若論                       | 無著出頌/世親造釋論     | 菩提流支 | 附流支譯本經文對照                                            |
| 能斷金剛般若波羅蜜多經論釋       | 無著出頌/世親造釋論     | 義淨     | 依論本翻，另有頌文別行                                        |
| 金剛仙論                         | 金剛仙/菩提流支         | 菩提流支 | 釋世親論（流支所譯《金剛般若論》)                             |
| 金剛般若論 （又名般若七門義釋）  | 一說無著 一說世親       | 達磨笈多 | 二卷本(高麗藏)：依論本翻 三卷本(宋元明藏)：附流支譯本經文對照 |
| 金剛般若波羅蜜經破取著不壞假名論 | 功德施 (中觀論師)       | 地婆訶羅 | 自述「開於中觀門，略述此經義」                                |
| 能斷金剛廣釋                     | 蓮花戒 (隨瑜伽行中觀派) | 無漢譯本 | 收錄於德格版《丹珠爾》No. 3817                                |

| 年代       | 注疏者                 | 名稱                     | 備註                                     |
| ---------- | ---------------------- | ------------------------ | ---------------------------------------- |
| 東晉、劉宋 | 作者題僧肇，實為謝靈運 | 金剛般若波羅蜜經注       | 依羅什譯本                               |
| ？         | 作者題智顗，疑偽託     | 金剛般若經疏             | 依羅什譯本，多襲取謝注                   |
| 南陳、隋   | 吉藏                   | 金剛般若疏               | 依羅什譯本                               |
| 大唐       | 慧淨（578-？）         | 金剛般若經註             | 依羅什譯本，因庾初孫的請託而註           |
| 大唐       | 智儼                   | 金剛般若波羅蜜經略疏     | 依流支譯本                               |
| 大唐       | 窺基                   | 金剛般若經贊述           | 依羅什譯本                               |
| 大唐       | 窺基                   | 金剛般若論會釋           | 會釋五經、二論                           |
| 大唐       | 道氤（668-740）        | 御注金剛般若波羅蜜經宣演 | 依羅什譯本，宣演唐玄宗注本               |
| 大唐       | 曇曠                   | 金剛般若經旨贊           | 依羅什譯本                               |
| 日本       | 空海                   | 金剛般若波羅蜜經開題     | 依唐密宗義解釋                           |
| 大唐       | 宗密                   | 金剛般若經疏論纂要       | 依羅什譯本，子璇治定（自宋代以後獲重視） |
| 大宋       | 子璇                   | 金剛經纂要刊定記         | 依羅什譯本，解釋宗密纂要                 |
| 大宋       | 柏庭（1149-1241）      | 金剛般若波羅蜜經會解     | 依羅什譯本，以天台宗義為主融會各家       |
| 大明       | 宗泐、如玘             | 金剛般若波羅蜜經註解     | 依羅什譯本，應明太祖詔令作               |
| 大明       | 德清                   | 金剛決疑                 | 依羅什譯本                               |
| 大明       | 智旭                   | 金剛般若波羅蜜經破空論   | 依羅什譯本                               |

## 早期印刷品的代表
虽然不是世界上最早的雕刻印刷品，现存于大英图书馆的《金刚般若波罗蜜经》是目前世界上最早的有明确日期记载的印刷品。该印刷品原藏于敦煌莫高窟的“千佛洞”，后由英国考古学家马尔克·奥莱尔·斯坦因从王圆箓处购得，上面标明“咸通九年四月十五日（公元868年）”等字样。

## 文學藝術影響
中國唐朝受佛教影響而興起變文，其中《金剛經變文》、《降魔變文》都是以金剛經為主題。
敦煌莫高窟中有金剛經變相，簡稱《金剛經變》，將金剛經文的內容畫在石窟牆壁上。莫高窟中的金剛經變相有17窟，可分為中唐9窟，晚唐8窟。
金庸所著的武俠小說《倚天屠龍記》中，描述少林寺三位高僧的「金剛伏魔圈」以「金剛經」的「無我相， 無人相，無眾生相，無壽者相」為最高旨義。

## 延伸阅读
- 《金刚经心释》，太虚大师，陕西师范大学出版社，2008年，ISBN 978-7-5613-3920-6
- 《般若經講記》，印順法师，正聞出版社，1998年，ISBN 978-7-101-07487-1
- 《金刚经讲话》，星云法师，新世界出版社，2008年，ISBN 978-7-80228-895-9
- 《成就的秘訣：金剛經》，星雲大師，有鹿文化，2010年，ISBN 978-986-6281-09-9
- 《金刚经说什么》，南怀瑾，复旦大学出版社，2002年，ISBN 978-7-309-03326-7
- 《金刚经讲记》，明奘法师，远方出版社，2009年，ISBN 978-7-80723-402-9
- 《金刚经》，庄园法师，陕西师范大学出版社，2007年，ISBN 978-7-5613-4029-5
- 《金刚经讲义》，江味农，黄山书社，2006年，ISBN 978-7-80707-314-7
- 《金刚经要义》，陈燕珠，宗教文化出版社，2003年，ISBN 978-7-80123-397-4

## 外部連結
- 金刚般若波罗蜜经（金刚经）在线阅读-识典古籍 （页面存档备份，存于）
- 鸠摩罗什译本  在线阅读 （页面存档备份，存于）
- 菩提流支译本  在线阅读 （页面存档备份，存于）
- 真谛译本  在线阅读 （页面存档备份，存于）
- 达摩笈多译本  在线阅读 （页面存档备份，存于）
- 玄奘译本  在线阅读 （页面存档备份，存于）
- 义净译本  在线阅读 （页面存档备份，存于）
- 繁體漢語拼音 PDF　依唐柳公權敦煌石室版 （页面存档备份，存于）
- 英譯 金剛般若波羅蜜經 (金剛經) （页面存档备份，存于）